# Варницкий, Антон Демьянович
Варницкий Антон Демьянович (1805—1870) — офицер Российского императорского флота, участник Русско-турецкой войны (1828—1829) годов, Крымской войны, обороны Севастополя, вице-адмирал, награждён за 18 морских кампаний орденом Святого Георгия 4 степени.

## Биография
Варницкий Антон Демьянович родился в 1805 году в дворянской семье. По примеру старшего брата Николая решил стать военным моряком. 20 февраля 1816 года произведён в гардемарины. В 1816—1820 годах проходил корабельную практику на судах Черноморского флота. 2 марта 1821 года произведён в мичманы. В 1821—1823 годах на транспорте «Лев» плавал по черноморским портам. В 1824 году на бриге «Пример» ходил между Севастополем и Николаевом. В 1825—1826 годах на транспортах «Верблюд» и «Опыт» плавал в Азовском и Чёрном морях.
22 февраля 1828 года произведён в лейтенанты, на шлюпе «Диана» плавал с флотом при осадах Анапы и Варны, затем крейсировал у кавказских берегов. В 1829 году назначен командиром транспорта «Ревнитель», плавал в Чёрном море, награждён медалью «За турецкую войну». В 1830 году на корвете «Ольга» плавал между Севастополем, Одессой и Николаевом. В 1831—1832 годах командовал канонерской лодкой «Тарантул», плавал в Азовском и Чёрном морях. В 1833 году на флагманском линейном корабле «Память Евстафия» в составе эскадры под командованием контр-адмирала М. П. Лазарева принимал участие в экспедиции Черноморского флота на Босфор. В феврале корабль из Севастополя перешёл и в Буюк-дере, а оттуда в июне с десантными войсками прибыл в Феодосию, затем вернулся в Севастополь. В кампанию того же года корабль также выходил в крейсерское плавание в Чёрное море. В 1833 году был награждён орденом Святого Станислава 4-й степени, неаполитанским орденом Святого Фердинанда и заслуг и золотой медалью от турецкого султана.
В 1834—1835 годах на линейном корабле «Варшава» крейсировал в Чёрном море. В 1836 году на фрегате «Эривань» плавал в отряде судов абхазской экспедиции, после чего, в той же экспедиции, командовал тендером «Лёгкий». 23 сентября 1837 году произведён в капитан-лейтенанты, в 1837—1840 годах командовал тем же тендером. В 1837—1838 годах перешёл из Севастополя в Архипелаг, в качестве судна русской миссии находился в Греции, затем перешёл в Константинополь. В 1839 году принимал участие в высадке десанта в Субаши.
В 1840—1841 годах командовал бригом «Фемистокл» в Чёрном море. В июле 1842 года назначен командиром корвета «Андромаха», в 1842—1847 годах крейсировал в Чёрном море, затем перешёл в Архипелаг и плавал в Средиземном море. 12 января 1846 года награждён орденом Святого Георгия 4-го класса (№ 7529) за 18 морских кампаний. 7 апреля 1846 года произведён в капитаны 2 ранга, 30 августа 1848 года — в капитаны 1 ранга. В 1849—1854 годах командовал линейным кораблём «Уриил», находился в составе практической эскадры в Чёрном море. В 1852 году награждён Знаком отличия беспорочной службы (XXX лет). В ноябре 1853 года крейсировал у мыса Херсонес, затем в составе эскадры контр-адмирала Ф. М. Новосильского был назначен для усиления эскадры вице-адмирала П. С. Нахимова, однако по пути к Синопу на корабле открылась течь и он вернулся в Севастополь. В 1853 году награждён орденом Святой Анны 2 степени с императорской короной.
Принимал участие в Крымской войне. После затопления 11 сентября 1854 года корабля «Уриил» вместе с другими кораблями поперёк фарватера, между Константиновской и Александровской батареями, находился в гарнизоне Севастополя, командовал 34-м флотским экипажем, подвижной батареей и морским десантным батальоном прикрытия батарей на левом фланге 2-го отделения оборонительной линии. В 1854 году награждён орденом Святого Владимира 3 степени. Был контужен в грудь и 22 апреля 1855 года — в обе ноги. 15 июня 1855 года за отличие при обороне Севастополя был произведён в контр-адмиралы. 26 августа 1856 года назначен командиром 1-й бригады черноморских экипажей. 27 сентября 1859 года награждён орденом Св. Станислава 1-й степени. 11 июля 1860 года произведён в вице-адмиралы с увольнением от службы.
Умер Варницкий Антон Демьянович 31 июля 1870 года в Севастополе, похоронен на старом севастопольском городском кладбище.